# جیمز هربرت مک‌گرا
جیمز هربرت مک‌گرا (انگلیسی: James Herbert McGraw؛ ۱ ژانویهٔ ۱۸۶۰ – ۱ ژانویهٔ ۱۹۴۸) ناشر و اهالی کسب‌وکار اهل ایالات متحده آمریکا بود. وی از بنیانگذاران شرکتی بود که همکنون با نام مک‌گرا-هیل اجوکیشن شناخته می‌شود.